# 李翔 (正德進士)
李翔（1481年—？年），字集卿，直隸松江府上海縣人，匠籍，平時研究《詩經》，明朝政治人物。

## 生平
正德五年（1510年）庚午科應天府鄉試第二十一名舉人。正德十六年（1521年）中式辛巳科會試第一百三名，登第三甲第一百二十七名進士。

## 家族
曾祖李文旺；祖父李昂；父李泰，母氿氏。